# Frémok
Frémok (FRMK) is een Frans-Belgische stripuitgeverij, die een "grote" speler is in de onafhankelijke stripscène die in de jaren negentig in deze landen opkwam. Het werd opgericht door een unie van de voormalige uitgevers Amok (Frankrijk) en Fréon (België) in 2002.
Frémok wordt gedreven door een weloverwogen wil om alle stereotypen van de reguliere markt in twijfel te trekken, als formaat, kunsttechniek, vertelvormen. Deze hernieuwde benadering van de strips heeft geleid tot enkele bijzonder avant-gardistische albums. De FRMK vertaalde ook de filosofische strips van Martin Tom Dieck (Salut, Deleuze! ). De FRMK brengt Lycaons opnieuw uit van Alex Barbier, een pionier op het gebied van directe kleur en een picturale benadering van het medium.